# Bekari
Bekari (griechisch Μπεκάρι) ist eine rote Rebsorte innerhalb der griechischen Region Epirus. Im Roséwein des Landweins Ionnina ist Bekari neben der Sorte Vlachiko die Leitsorte.

## Ampelographische Sortenmerkmale
In der Ampelographie wird der Habitus folgendermaßen beschrieben:
- Die Triebspitze ist offen. Sie ist weiß-wollig behaart mit karminrotem Anflug. Die Jungblätter sind nur leicht wollig behaart und bronzefarben gefleckt (Anthocyanflecken).
- Die großen Blätter sind fünflappig (selten 7- bis 9-lappig) und tief gebuchtet. Die Stielbucht ist U-förmig offen. Das Blatt ist stumpf gezahnt. Die Zähne haben im Vergleich der Rebsorten einen eingesetzten Abstand. Die Blattoberfläche (auch Blattspreite genannt) ist leicht blasig.
- Die walzen- bis konusförmige Traube ist groß, geschultert und lockerbeerig. Die rundlichen Beeren sind mittelgroß und von schwarz-violetter Farbe. Die saftigen Beeren haben einen angenehmen, jedoch neutralen Geschmack.

Die Sorte Bekari gilt somit innerhalb der roten Rebsorten als recht früh reifend. In Epirus kann sie meist Ende August geerntet werden.
Bekari ist eine Varietät der Edlen Weinrebe (Vitis vinifera). Sie besitzt zwittrige Blüten und ist somit Selbstbefruchter.

## Synonyme
Die Rebsorte Bekari ist auch unter den Namen Mbekari mavro, Mbekaro, Mpekari und Mpekaro bekannt.